# Satélites de Plutón

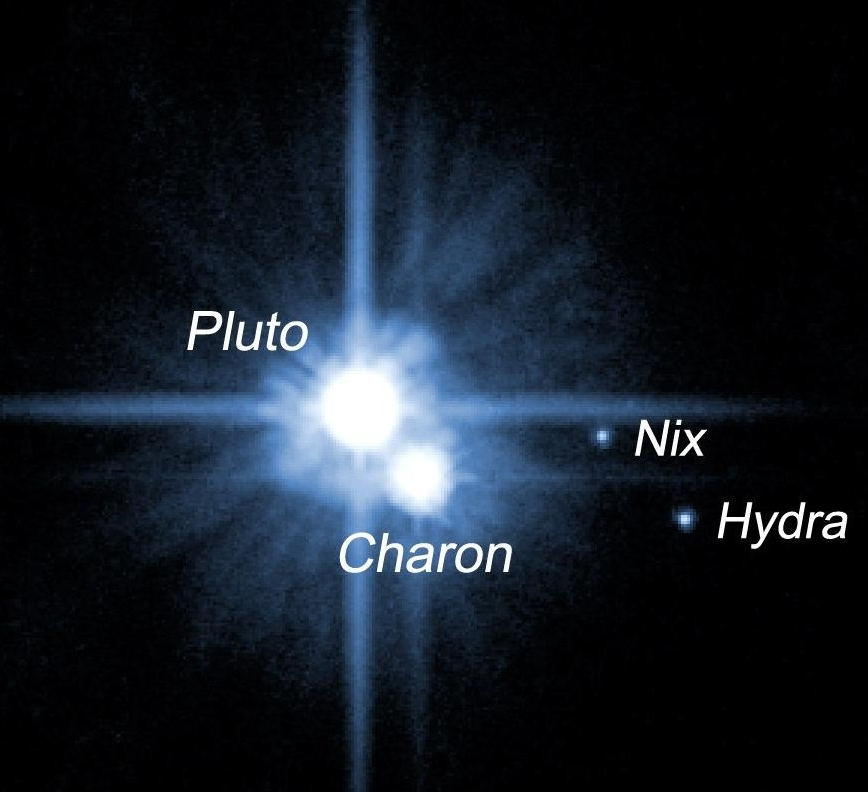
Plutón y tres de sus satélites: Caronte, Hidra y Nix.

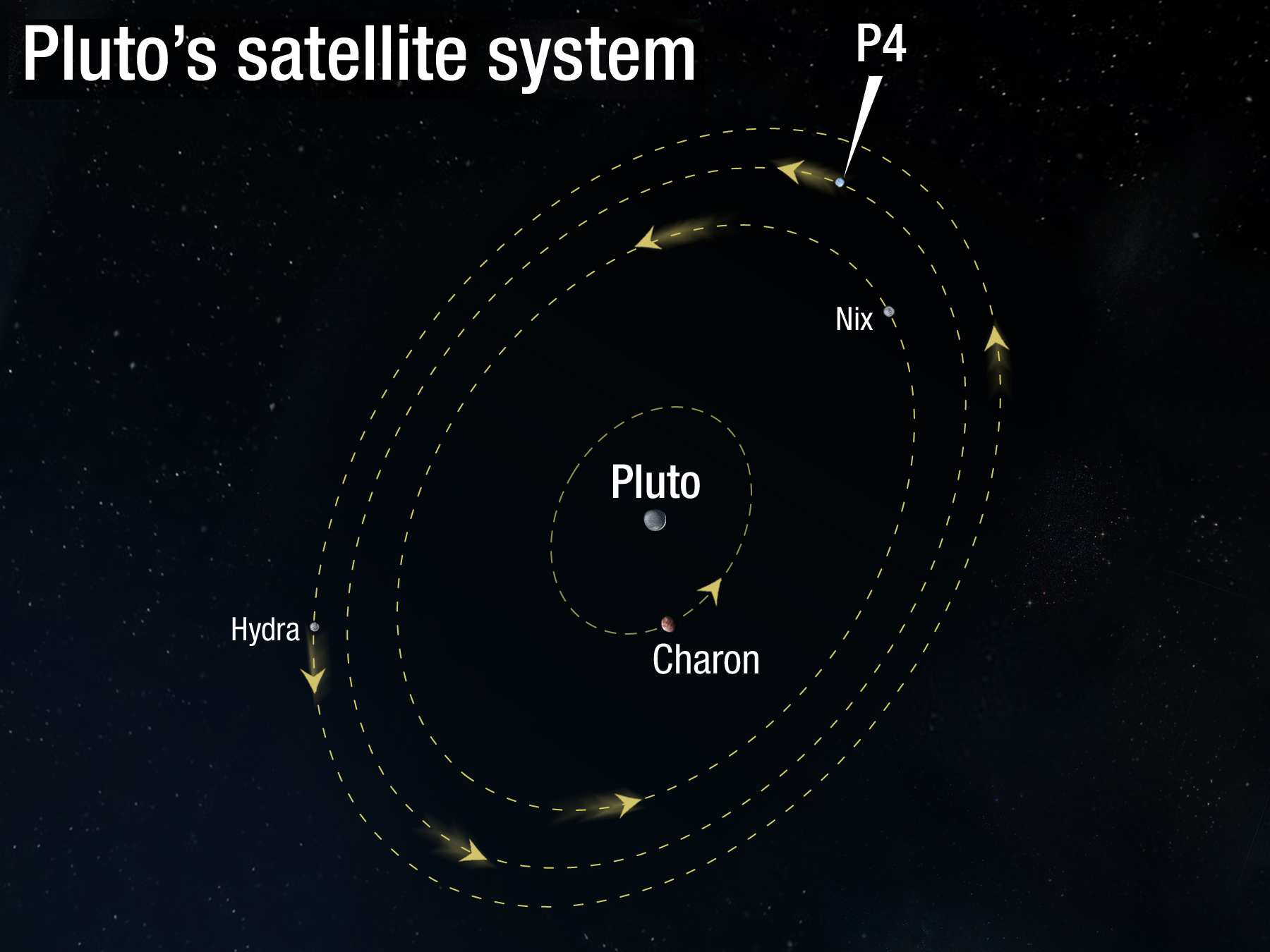
Órbitas de los satélites y del planeta en el Sistema de Plutón.

Tamaños aproximados de los cuerpos del Sistema de Plutón.

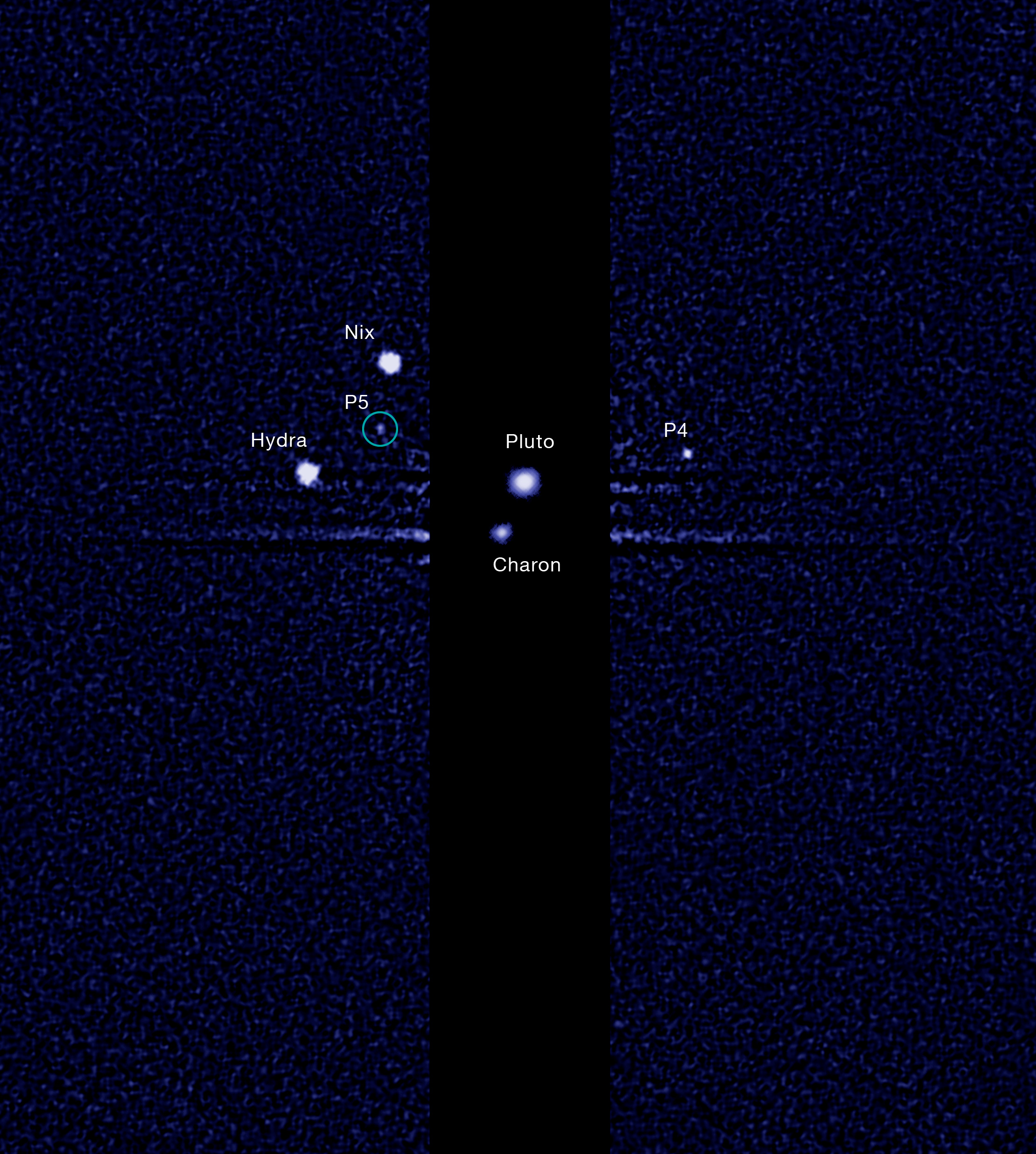
Plutón y sus satélites: Caronte, Hidra, Nix, Cerbero y Estigia.

En el sistema del «planeta enano Plutón» se conocen un total de seis cuerpos, incluyendo al planeta enano, habitualmente considerados la mayoría satélites; aunque, en realidad, se trata de un sistema binario, formado por Plutón y Caronte, el segundo satélite más grande del sistema, aproximadamente con el 11,65 % de la masa de Plutón. Caronte es el más grande de todos los satélites del sistema solar en comparación con su planeta, es decir, ningún otro satélite es de un tamaño tan aproximado al del planeta que orbita.
Alrededor de este sistema binario orbitan a su vez otros cuatro satélites. Los más importantes son Nix (nombre provisional S/2005 P 1) e Hidra (S/2005 P 2), descubiertos en 2005. Los otros dos, más pequeños y de descubrimiento más reciente, se denominan Cerbero y Estigia.

## Datos de los satélites de Plutón
| Nombre  | Diámetro (km) | Masa (kg)        | Órbita (días) | Descubridor   | Año  |
| ------- | ------------- | ---------------- | ------------- | ------------- | ---- |
| Caronte | 1208          | (1,52±0,06)×1021 | 6,387230      | J. W. Christy | 1978 |
| Estigia | 10            | ¿?               | ¿?            | Hubble        | 2012 |
| Nix     | 93            | 5×1016 - 2×1018  | 24,856        | Hubble        | 2005 |
| Cerbero | 29            | ¿?               | 31            | Hubble        | 2011 |
| Hidra   | 115           | 5×1016 - 2×1018  | 38,206        | Hubble        | 2005 |

## Formación

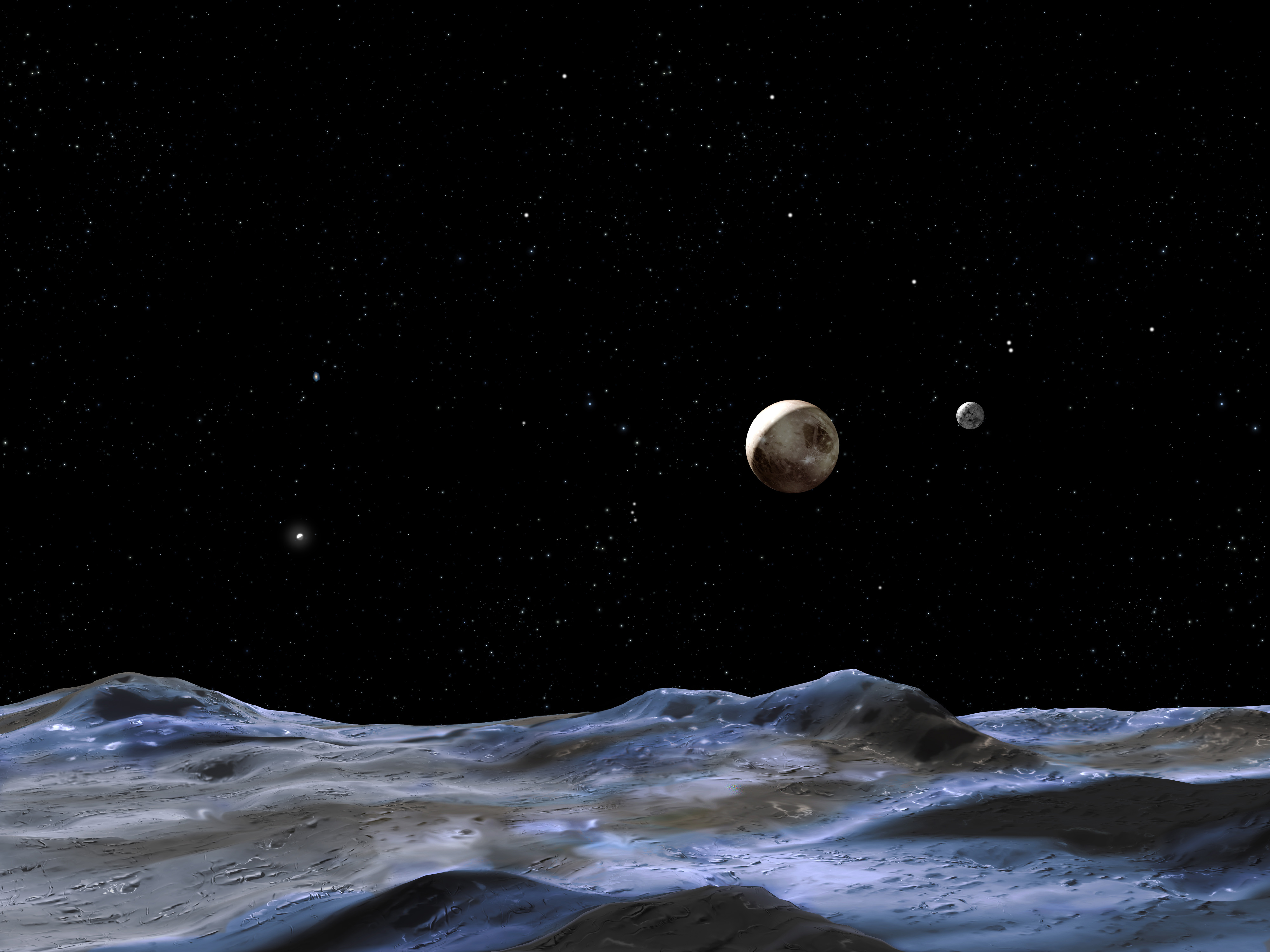
Concepción artística de Plutón y Caronte vistos desde Hidra.

Se cree que los satélites de Plutón se crearon después de una gran colisión como la que se supone que creó a la Luna y no debido a que fueran objetos del cinturón de Kuiper que hayan sido capturados por la gravedad de Plutón.[cita requerida]